# Колонна Конгресса
Колонна Конгресса (фр. Colonne du Congrès, нидерл. Congreskolom) — монументальная колонна в Брюсселе, посвященная созданию Конституции Бельгии Национальным конгрессом 1830–1831 годов. Вдохновлённая колонной Траяна в Риме, она была возведена по инициативе премьер-министра Бельгии Шарля Рожье в 1850–1859 годах, проект разработал архитектор Жозеф Пуларт. В верхней части колонны находится статуя первого монарха Бельгии — Короля Леопольда I. Пьедестал окружен статуями, олицетворяющими четыре свободы, гарантированные Конституцией. У подножия колонны — бельгийская Могила Неизвестному Солдату с вечным огнём.
Колонна расположена на небольшой площади, которая примыкает к Королевской улице.

## История

### Строительство
Первый камень был заложен 24 сентября 1850 года в присутствии короля Леопольда I, а открытие памятника состоялось 26 сентября 1859 года. Ответственность за выполнение работ под наблюдением Комиссии по памятникам была возложена на архитектора Жозефа Пуларта, создать скульптуры для памятника поручили пяти скульпторам, среди которых Эжен Симонис.
Колонна расположена в рабочем районе города — квартале Свободы (Нотр-Дам-о-Неж / Онзе-Лив-Вру-тер-Сниу). При разработке составленных между 1875 и 1885 годами планов развития этого квартала была предпринята попытка освободить пространство вокруг колонны и соответствующим образом организовать дорожную сеть. В то же время архитектор Жан-Пьер Клюйсенаар взялся за создание под площадью крытого рынка, который заменил несколько оживленных переулков и тупиков, граничащих с улицей Кай (улицей Перепелов).

### XX и XXI века
Бельгийская могила Неизвестному солдату с вечным огнём была установлена у подножия Колонны Конгресса в 1922 году в память о бельгийских солдатах, погибших во время Первой мировой войны. В 1929 году здесь Фернандо де Роса совершил покушение на наследного принца Италии Умберто II.
Сильно обветшавшую со временем Колонну Конгресса впервые с момента её возведения отреставрировали в 1968 году. С 1997 по 2008 год памятник снова стал объектом масштабных ремонтных работ, разделённых на несколько этапов. В 2001 году постамент и четыре угловые бронзовые статуи подверглись глубокой реставрации с использованием лазерной техники. Затем угловые статуи покрыли воском. В июле 2002 года начались работы по реставрации и восстановлению самой колонны, снова с использованием технологии лазерной очистки. Работы были завершены в ноябре 2002 года, что позволило провести на месте церемонии Дня перемирия.

## Описание
Общая высота Колонны Конгресса — 47 метров. Расположенная внутри колонны винтовая лестница из 193 ступеней ведёт к украшенной роскошной резной балюстрадой платформе. Она окружает пьедестал статуи короля Леопольда I, созданной скульптором Гийомом Гефсом. Высота статуи — 4,7 метров. На платформе по требованиям безопасности может одновременно находиться не более 16 посетителей.
В основании колонны, окружая её, изображены четыре сидячие аллегорические бронзовые женские скульптуры. Они олицетворяют основные конституционные свободы, закрепленные в Конституции 1831 года: «Свобода объединений» (Шарль-Огюст Фрекен), «Свобода вероисповедания» (Эжен Симонис), «Свобода прессы» и «Свобода образования» (обе — Джозеф Гифс). Также перед памятником установлены два монументальных бронзовых льва работы Эжена Симониса. В 2007 году во время урагана Кирилл скульптуру «Свобода прессы» повалил ветер, но позже её восстановили.

## Галерея

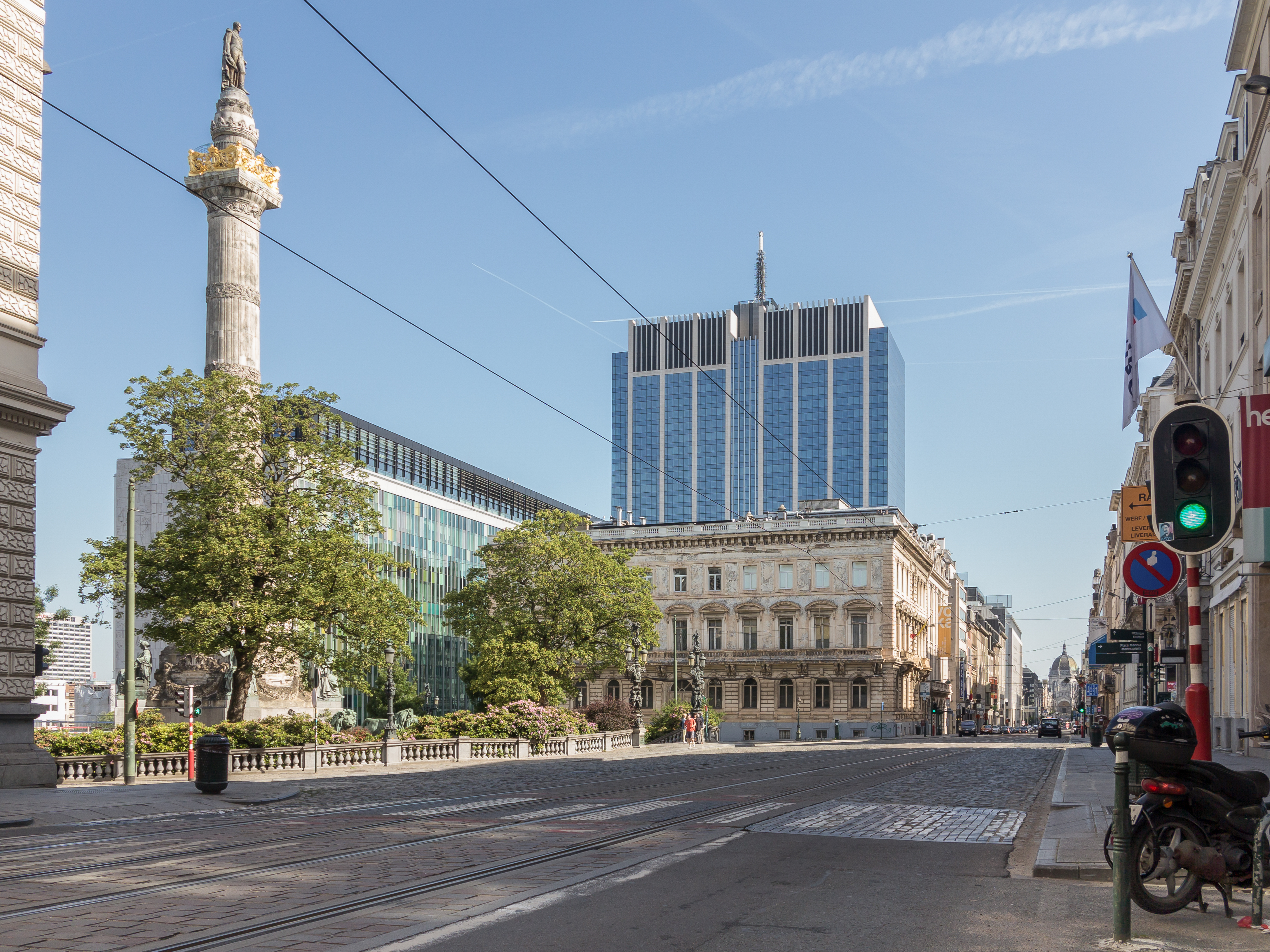
Колонна Конгресса и Финансовая башня[англ.], видимые с Королевской улицы
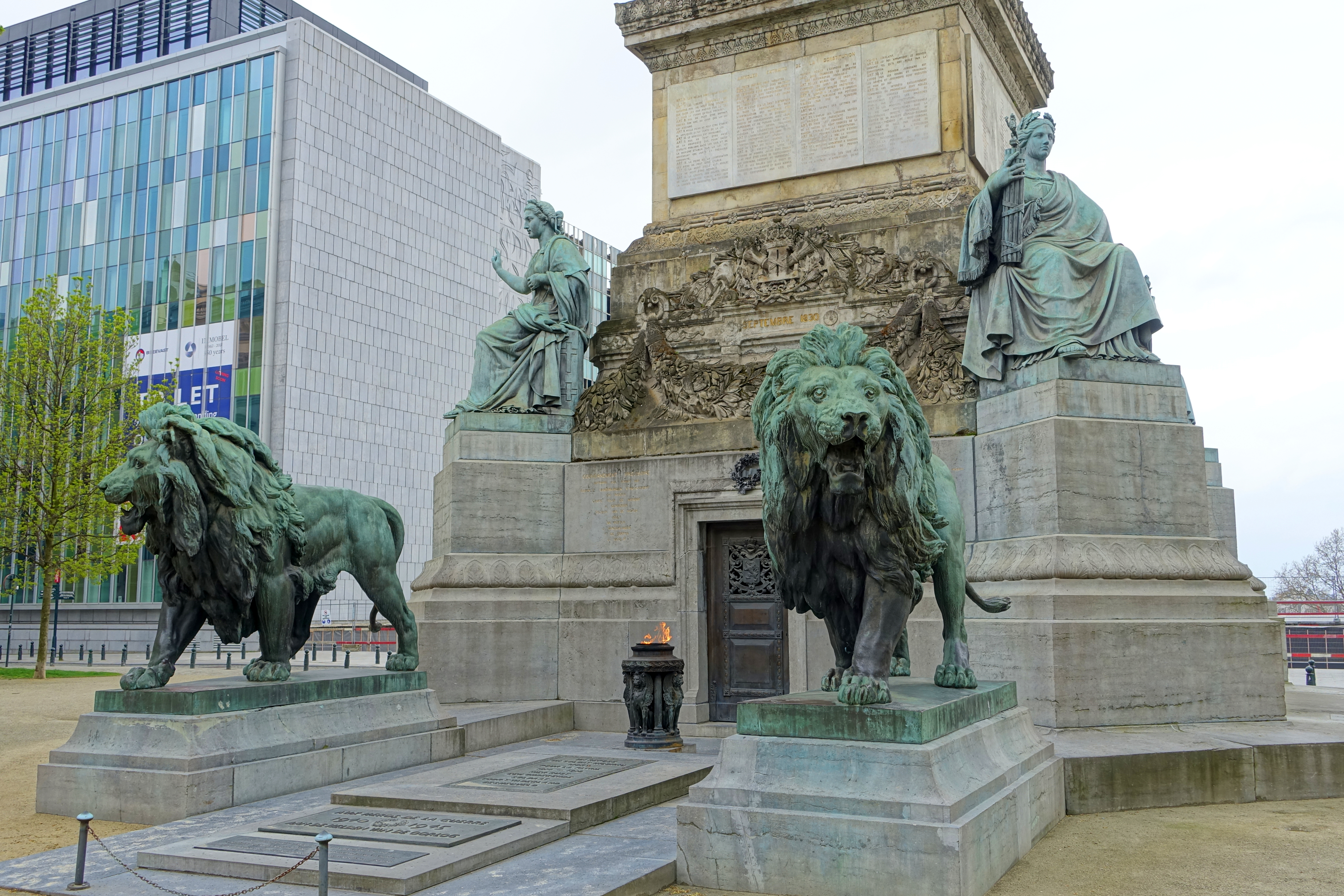
Колонна с двумя бронзовыми львами
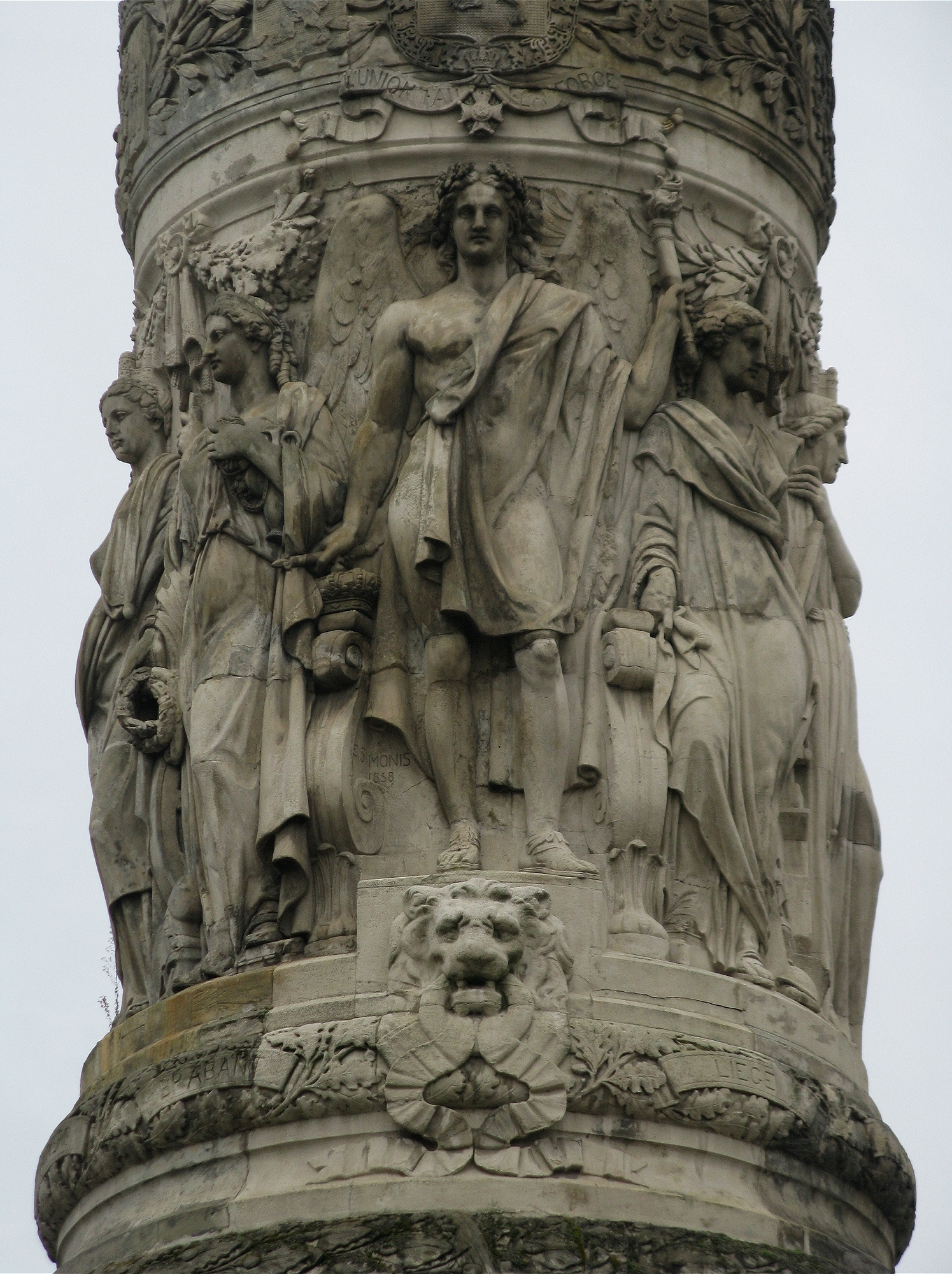
Деталь фриза на колонне
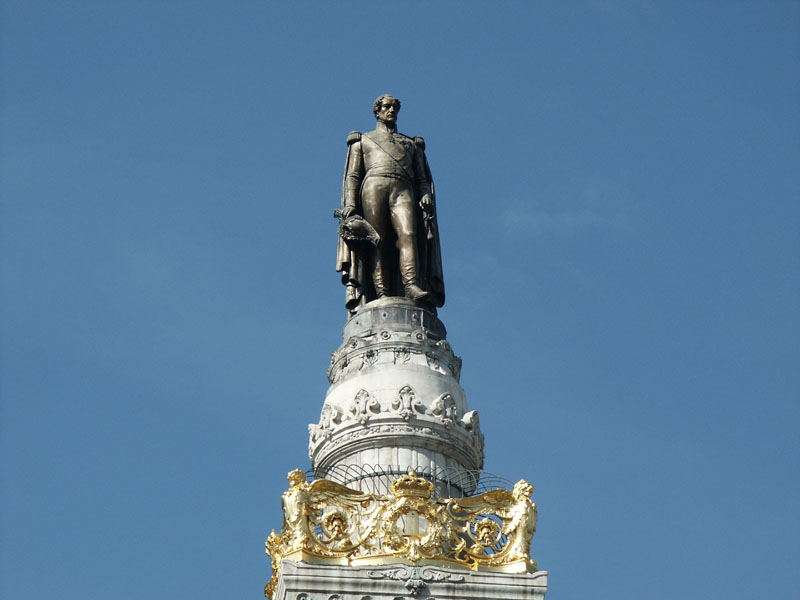
Статуя Королю Леопольду I, на самом верху колонны
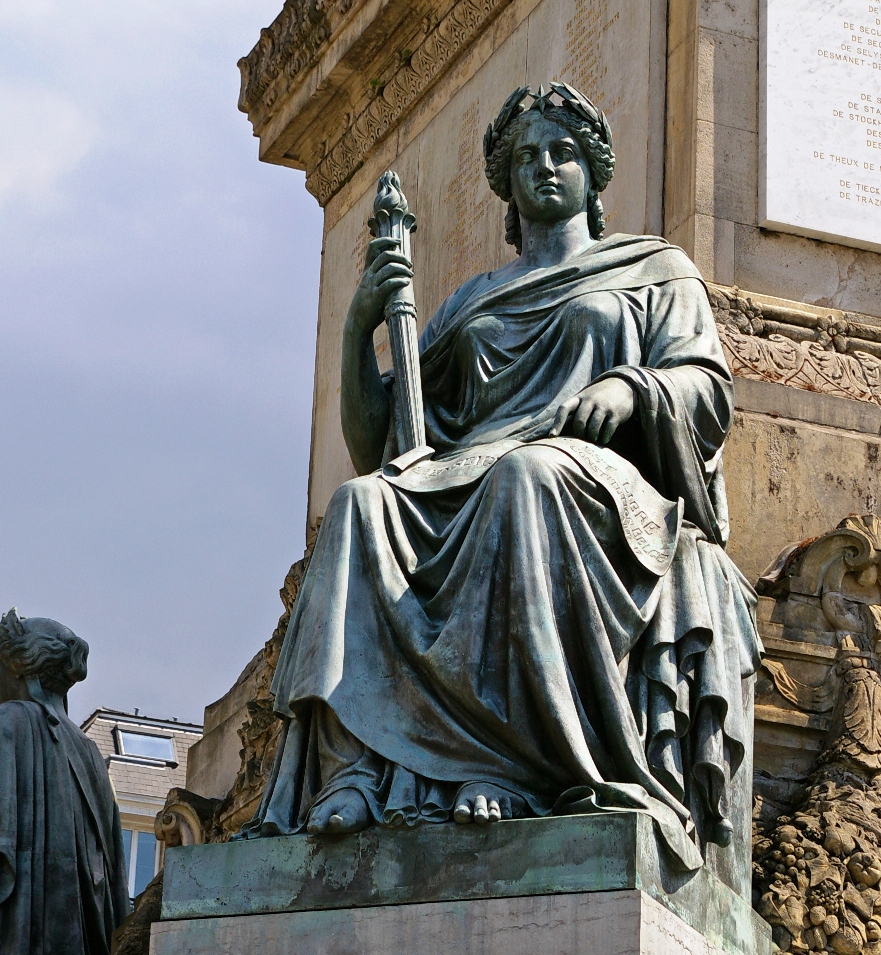
«Свобода образования»
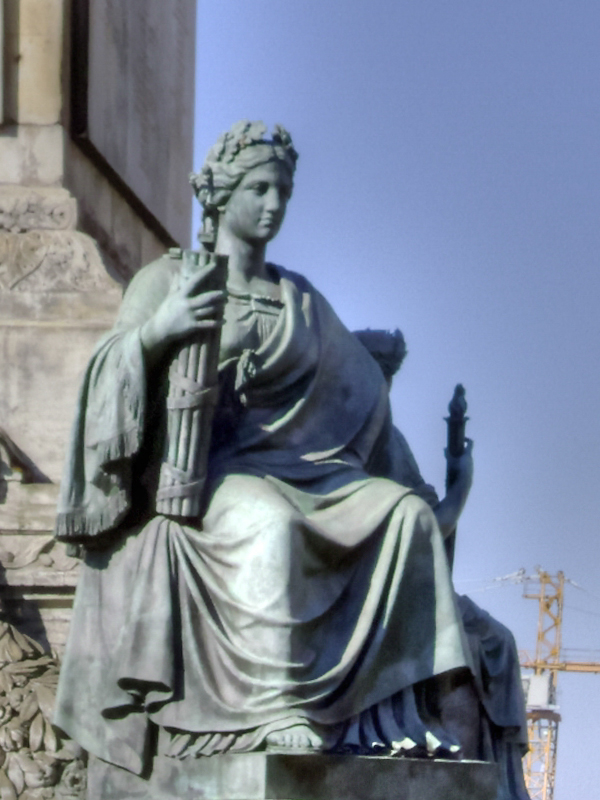
«Свобода объединений»
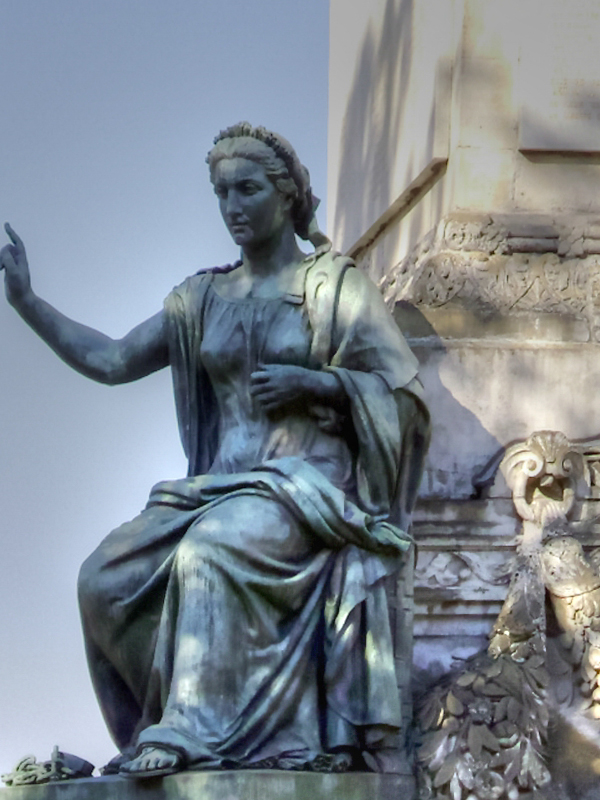
«Свобода вероисповедания»
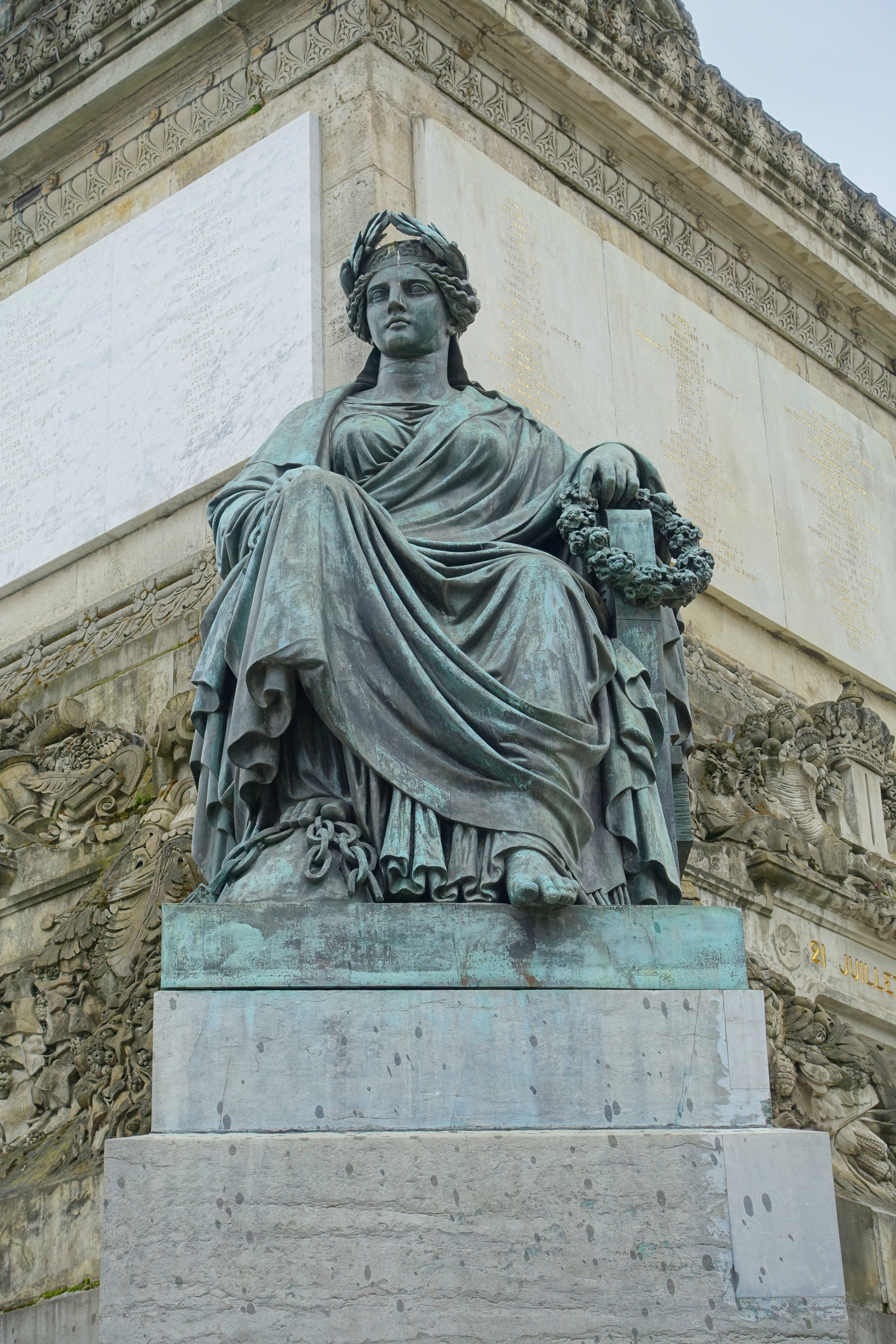
«Свобода прессы»
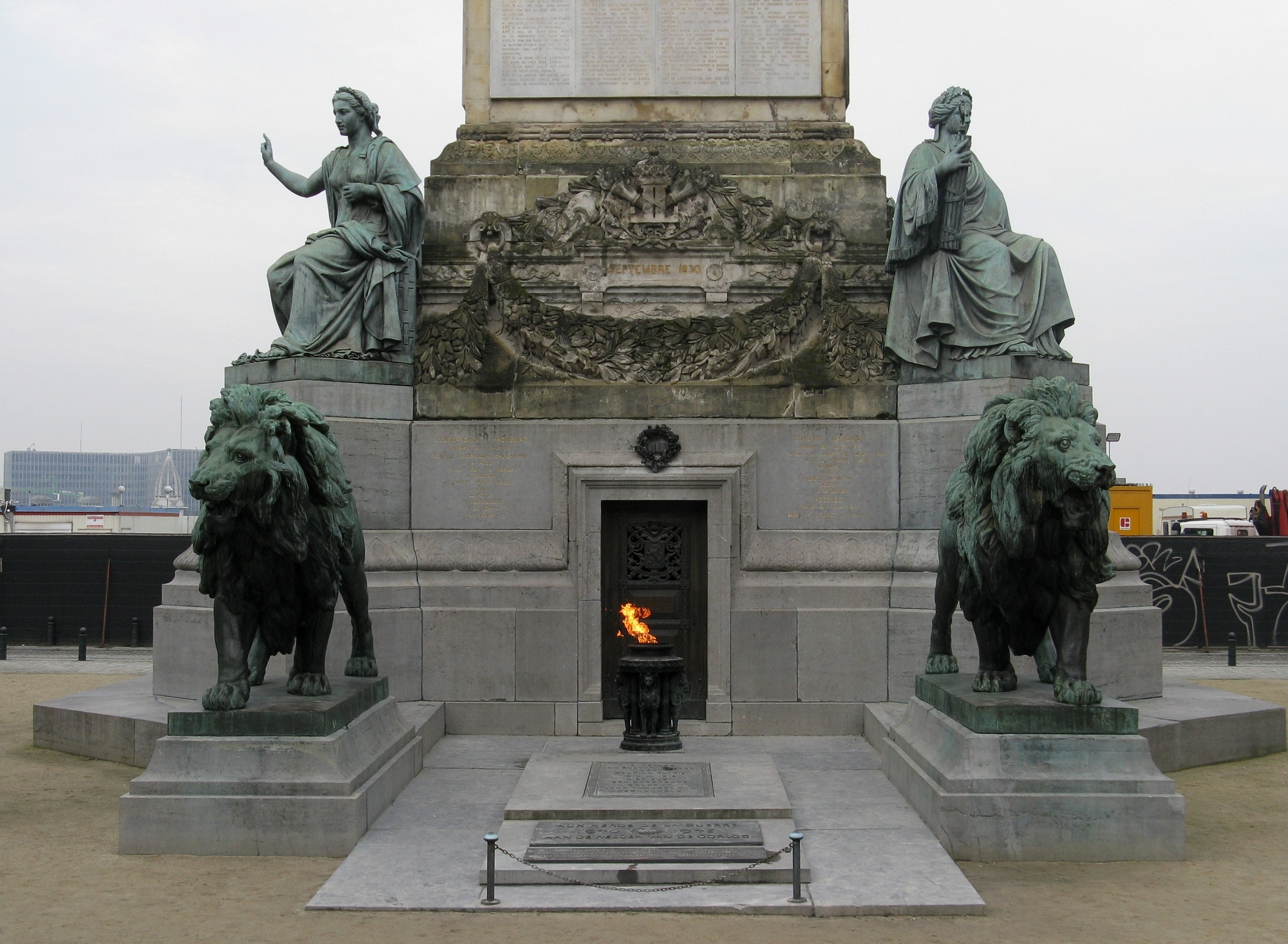
Могила Неизвестному солдату у подножия колонны